# Wachtelastrilde
Die Wachtelastrilde sind eine afrikanische Gattung der Prachtfinken. Die Zuordnung einzelner Arten zu dieser Gattung ist immer noch strittig. Der Heuschreckenastrild wird zuweilen der Gattung der Wachtelastrilde (Ortygospiza) zugeordnet.  Zwischen dem Wachtelastrild und dem Heuschreckenastrild bestehen unstrittig enge verwandtschaftliche Beziehungen und sie teilen einige Merkmale der Fortbewegung. Aufgrund der gleichfalls bestehenden Verwandtschaft zu Goldbrüstchen, Tigerastrild und Olivgrünem Astrild wird er jedoch auch einer eigenen Gattung Paludipasser zugeordnet. Der Schwarzkinn-Wachtelastrild dagegen wird oft als Unterart des Wachtelastrilds eingeordnet. Die IOU führt die Gattung zurzeit (2018) als monotypisch mit dem Wachtelastrild als einziger Art.

## Beschreibung
Wachtelastrilde sind sehr kleine Prachtfinkarten. Ihr Schwanz ist sehr kurz und sie leben überwiegend am Boden. Sie haben Läufe ähnlich wie Lerchen mit flachen Zehen und einer sehr langen Hinterzehe. Sie besiedeln offenes Grasland oder sandige Gebiete mit wenigen Grasbulten. Gewöhnlich halten sie sich nicht weit vom Wasser auf. Sie ähneln in vielem der Gattung der Tigerastrilde, weisen aber eine Reihe von Verhaltensweisen, die an eine Anpassung auf dem Leben auf dem Boden zu interpretieren sind. Sie sind die einzigen Prachtfinken, die nahezu hühnerartig zu laufen vermögen. Alle anderen Prachtfinkenarten zeigen eine hüpfende Fortbewegung.

## Arten
Folgende Arten werden zu den Wachtelastrilden gerechnet:
- Heuschreckenastrild (O. locustella), häufig auch in eine eigenständige Gattung Paludipasser gestellt.[3]
- Schwarzkinn-Wachtelastrild (O. gabonensis)
- Wachtelastrild (O. atricollis)

## Belege

### Einzelbelege
1. ↑  Clemens et al., S. 384
2. ↑  Avibase-Eintrag Heuschreckenastrild (Ortygospiza locustella) (Neave, 1909) (Memento des Originals vom 30. September 2007 im Internet Archive)  Info: Der Archivlink wurde automatisch eingesetzt und noch nicht geprüft. Bitte prüfe Original- und Archivlink gemäß Anleitung und entferne dann diesen Hinweis.
3. 1 2  Nicolai et al., S. 309
4. ↑  Frank Gill & David Donsker, IOC World Bird List v 8.2: Waxbills, parrotfinches, munias, whydahs, Olive Warbler, accentors, pipits
5. ↑   Clement et al., S. 382
6. ↑   Nicolai et al., S. 304